# 鹿屋市民族館
鹿屋市民族館（かのやしみんぞくかん）は、鹿児島県鹿屋市上高隈町に所在し、鹿屋市が運営する体験型施設。アジア太平洋諸国を中心にさまざまな国々の民族衣装、民族楽器ならびに玩具などを常時展示している。

## 概要
民族衣装や民族楽器は試着や演奏が可能であり、民族玩具を使ったイベントなどが定期的に行われている。一般来場のほかに、学校や保育園、婦人会、高齢者グループの団体訪問も受け付けている。Twitterにてイベントなどの案内もしている。
- 入場：無料
- 休館日：毎週月曜日（月曜が祝日の時は火曜日）および年末年始
- 開館時間：9時 - 17時

## 展示内容

### 楽器
アジアの民族楽器を主に、一般的な楽器屋であまり触れることができない民族楽器が多数展示されている。スタッフによる初心者向けの演奏指導も無料で受けられる。
- 二胡（中国）
- 農楽（韓国）
- ゴング（タイ）
- ツィター（インド）
- モリンホール（モンゴル）
- サウン・ガウ（ミャンマー）
- ダブラ（インド）
- ダンチャイン（ベトナム）
- ガバング（フィリピン）
- アゴング（フィリピン）
- クントン（インドネシア）

など

### 衣装
東南アジアを主に14か国の民族衣装を展示。試着や写真撮影も無料でできる。
- イ族の衣装（中国）
- ペー族の衣装（中国）
- チャイナドレスの衣装（中国）
- チマチョゴリ（韓国）
- アオザイ（ベトナム）
- モン族（タイ）
- リス族（タイ）
- バロン（フィリピン）
- サリー（サリー）
- カインパンジャ（インドネシア）
- バジュカバヤ（マレーシア）
- デール（モンゴル）

など

### 玩具
東南アジアを中心とした玩具を展示。定期的にイベントも開催している。
- シャンチー（中国将棋）
- マインケルン（マレーシア）
- バンブーダンス（フィリピン）
- マークルック（タイ）

など